# Azra Jafari
Azra Jafari naît en 1978. Elle est la première femme maire d'Afghanistan.

## Biographie
Azra Jafari est Hazara.
Elle a un diplôme de sage-femme.
Elle devient la première femme maire d'Afghanistan, à Nili. Elle prend ses fonctions en décembre 2008 à l'âge de 30 ans.